# Power Macintosh

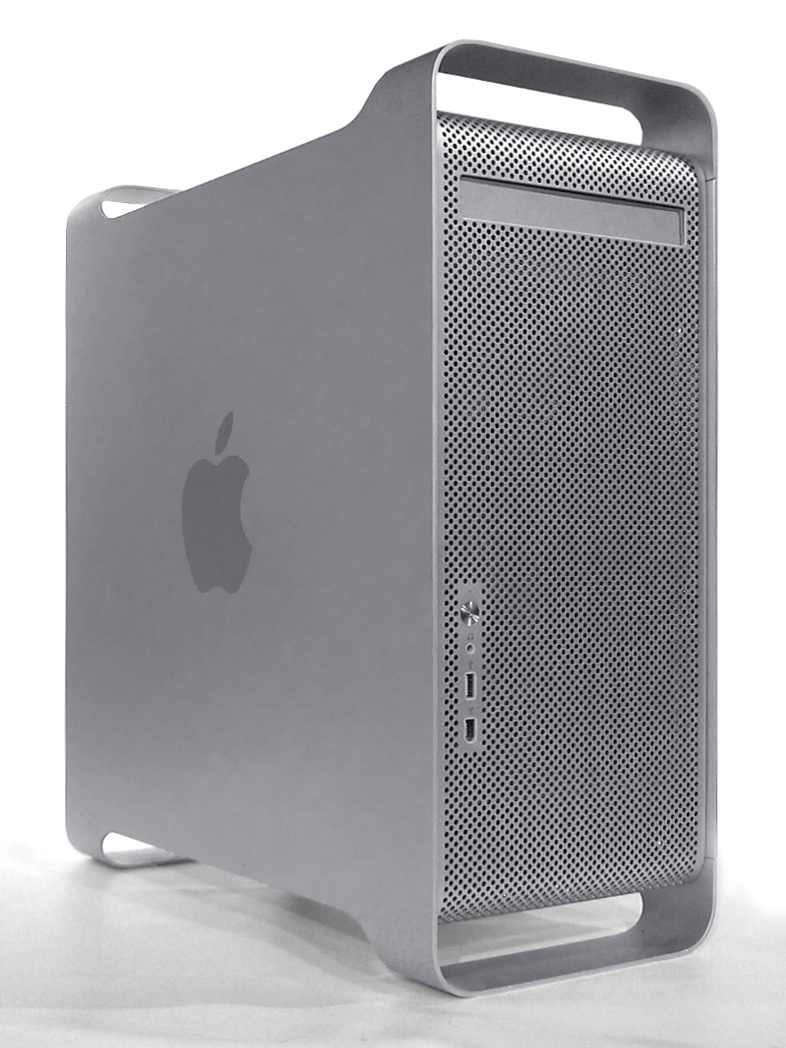

Power Macintosh, PowerMac G5 або PowerMac — це найменування лінійки персональних комп'ютерів виробництва компанії Apple заснованих на процесорах архітектури PowerPC.
Ця лінійка є другим поколінням комп'ютерів Mac.

## Історія
Apple Computer почала виробництво Power Macintosh у 1994 році, і перші моделі були обладнані програмною емуляцією процесорів серії Motorola 680x0.
Цей емулятор був необхідний для забезпечення сумісності з програмним забезпеченням, розробленим для використання з комп'ютерами 1-го покоління Macintosh.
Емулятор був записаний у постійну пам'ять комп'ютерів і емулював практично все програмне забезпечення і навіть більшу частину ОС Apple Mac OS.
У 1994 році серія Power Macintosh продавалася паралельно з класичними комп'ютерами Macintosh і була виділеної лінійкою комп'ютерів для користувачів, яким потрібна найвища продуктивність і, отже, які могли заплатити високу ціну. Основними споживачами були професійні користувачі та університетські дослідницькі центри.
На серії Apple Power Macintosh були випробувані всі основні технологічні нововведення, включаючи двопроцесорні системи з рідинним охолодженням, та ін.

## Операційна система
Перша версія ОС спеціально адаптована для комп'ютерів Power Macintosh з процесорами PowerPC була ОС Apple Mac OS 8, випущена 26 липня 1997 року.
До цього моменту на комп'ютери Power Macintosh встановлювалася одна з модифікацій ОС Apple System 7 (що належить до сімейства Mac OS) спочатку створена для 1-го покоління комп'ютерів Macintosh з процесорами архітектури Motorola 680x0.
З 2001 року на Power Macintosh компанія Apple стала встановлювати версії нової ОС Apple Mac OS X, що належить до сімейства UNIX-подібних операційних систем, і спочатку розробленої для комп'ютерів Power Macintosh з процесорами PowerPC.